# Following the Sun
Following the Sun е вторият сингъл от общо три от петия студиен албум „Voyageur“ на немската ню ейдж/електронна група Енигма. Песента е издадена на 10 ноември 2003 от Virgin Records/EMI. Песента се изпълнява от Рут-Ан Бойл, която осигурява вокалите и за следващия им сингъл „Boum-Boum“, заедно с Андрю Доналдс.

## Песни
1. Following The Sun (Radio Edit) – 4:12
2. Following The Sun (Album Version) – 5:48
3. Voyageur (Fab 4 Mix) – 4:30